# Хотиновка (Житомирская область)
Хоти́новка (укр. Хотинівка) — село на Украине, основано в 1649 году, находится в Коростенской городской общине Житомирской области. Расположено на реке Синявка. 
В XIX веке – деревня Малинской волости Радомисльского уезда Киевской губернии. 
Код КОАТУУ — 1822386601. Население по переписи 2001 года составляет 521 человек. Почтовый индекс — 11544. Телефонный код — 4142. Занимает площадь 2,323 км².

## История
В книге «Список населённых мест Киевской губернии за 1896 год» есть сведения о том, что деревня Хотиновка расположена при ручье, количество дворов 201. Население 1202 человека, из них мужского пола 617 и женского 585. Расстояние до уездного города — 65 верст. В деревне есть водяная мельница.
За следующие несколько лет деревня расширилась, а количество жителей увеличилось на 10 %, о чем можно прочитать в книге «Список населенных мест Киевской губернии» за 1900 год: «Деревня Хотиновка (казённая). В ней дворов 215, жителей обоего пола 1360 чел., из них мужчин 690 и женщин 670. Главное занятие жителей — хлебопашество. Расстояние от уездного города до деревни — 65 верст, от ближайших: пароходной станции 106 верст, телеграфной и почтовой земской 40 верст. В деревне числится — 2040 десятин земли, принадлежащих крестьянам. Хозяйство ведется по трехпольной системе. В деревне имеются: 1 школа грамоты, 1 ветряная мельница и 1 хлебный магазин, где к 1 января 1900 г. было 284 чт. озимого и 142 чт. ярового хлеба. Пожарный обоз состоит из 3 бочек и 3 багров».